# Tetragnatha linyphioides
Tetragnatha linyphioides là một loài nhện trong họ Tetragnathidae.
Loài này thuộc chi Tetragnatha. Tetragnatha linyphioides được miêu tả năm 1878 bởi Karsch.